# Rhizomonas verrucosa
 (mars 2025).
Rhizomonas, Rhizomonadidae
Famille
Genre
Espèce
Rhizomonas verrucosa unique représentant du genre  Rhizomonas, de la famille des Rhizomonadidae, est une espèce d'Amibozoaires de la classe des Variosea et de l'ordre des Phalansteriida.

## Étymologie
Le nom de genre Rhizomonas, est dérivé du grec ῥίζα / riza, « racine », et de μονασ / monas, « seul, solitaire, isolé », littéralement « monade racinée », en référence à son pseudopode en forme de racine situé dans la région postérieure.

## Description
En 1880, Saville-Kent donne la description suivante du Rhizomonas verrucosa « un animalcule monadiforme, adhérant aux objets immergés par des extensions pseudopodiques en forme de racine de la région postérieure ; l'extrémité antérieure porte un flagelle unique en forme de cil.
Son corps est subsphéroïdal, sa surface générale porte sur toute sa longueur des élévations pseudopodiques coniques de taille égale, dont la longueur est presque égale à la moitié du diamètre du corps. Des pseudopodes coniques similaires, mais légèrement plus longs, sont produits à l'extrémité postérieure et enracinent l'animalcule au point d'attache choisi. Il possède un flagelle fin, dont la longueur est égale à deux fois le diamètre du corps. Il a une unique vésicule contractile de forme subsphérique. Son endoplasme n'a pas été observé. Son diamètre est d'environ 17 µm.
En condition normale et fixe, les vibrations du flagelle sont si rapides et puissantes qu'elles maintiennent le corps entier en état de tremblement actif – à la manière des ailes de nombreux papillons de nuit en vol stationnaire – rendant ainsi extrêmement difficile la reconnaissance de sa forme et de ses proportions réelles.
Ce mouvement énergique devient cependant encore plus prononcé lorsque, volontairement ou par perturbation de l'infusion, l'animalcule est libéré dans l'eau environnante. Dans ces circonstances, il bascule sans cesse, d'avant en arrière, de la manière la plus désordonnée et la plus excitée qui soit, ne laissant entrevoir distinctement que, momentanément et distinctement, son corps ou son flagelle. Dans de très nombreux cas, il a été observé que les animalcules attachés, seuls ou en groupes de trois ou quatre, étaient immergés dans une gaine mucilagineuse granuleuse apparemment exsudée de leur propre corps, et d'où seuls les longs et puissants flagelles sortaient ».

## Habitat
Saville-Kent a découver Rhizomonas verrucosa dans une infusion de foin, en eau douce.

## Systématique
Le nom valide de ce taxon est Rhizomonas verrucosa W.S.Kent, 1880.
Le genre Rhizomonas W.S.Kent, 1880 a un genre homonyme, Rhizomonas van Bruggen et al., 1990, lequel n'est pas un Amibozoaire mais une bactérie appartenant  au groupe des Pseudomonadota, anciennement appelé Protéobactéries.

## Publications originales
- Cavalier-Smith, T. (2012). Early evolution of eukaryote feeding modes, cell structural diversity, and classification of the protozoan phyla Loukozoa, Sulcozoa, and Choanozoa. European Journal of Protistology 49(2): 115-178, 3 figures, 8 tables : lire en ligne.

- Cavalier-Smith, T.; Scoble, J. M. (2013). Phylogeny of Heterokonta: Incisomonas marina, a uniciliate gliding opalozoan related to Solenicola (Nanomonadea), and evidence that Actinophryida evolved from raphidophytes. European Journal of Protistology. 49(3): 328-353. lire

- (en) W.S.-Kent, A manual of the Infusoria : including a description of all known flagellate, ciliate, and tentaculiferous protozoa, British and foreign, and an account of the organization and the affinities of the sponges, vol. I, London, D. Bogue, 1880-1882, 472 p. (lire en ligne), p. 224.